# Cerastium lanceolatum
Cerastium lanceolatum är en nejlikväxtart som först beskrevs av Jean Louis Marie Poiret, och fick sitt nu gällande namn av Volponi. Cerastium lanceolatum ingår i släktet arvar, och familjen nejlikväxter. Inga underarter finns listade i Catalogue of Life.